# Вікторія Луїза Прусська
Вікторія Луїза Прусська (нім. Viktoria Luise von Preußen; 13 вересня 1892, Потсдам — 11 грудня 1980, Ганновер) — королева-консорт Ганноверу, герцогиня Бранушвейзька, мемуаристка.

## Життєпис

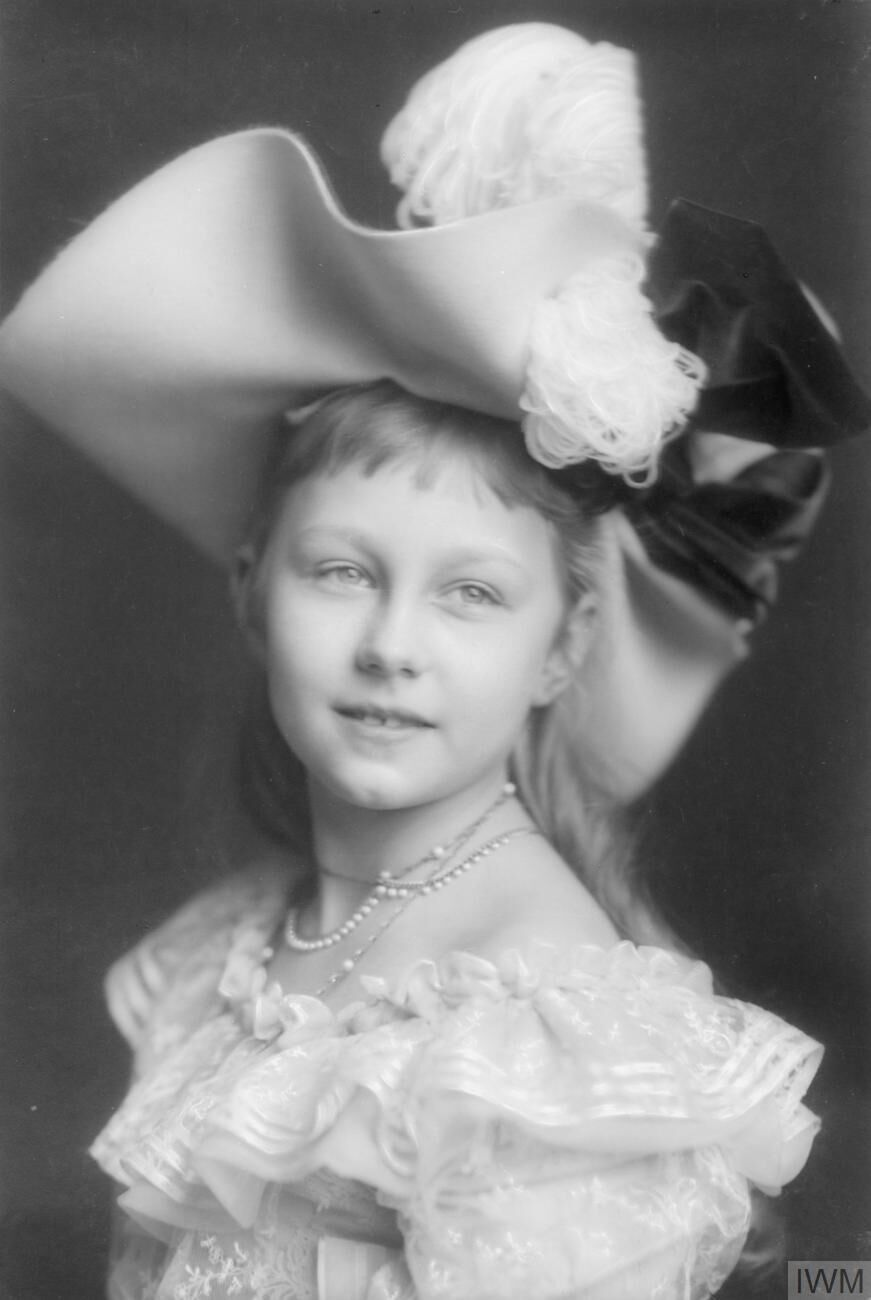
Принцеса у віці 10 років

Походила з династії Гогенцоллернів. Єдина донька Вільгельма II, імператора Німеччини, та Августи Віторії Шлезвіг-Гольштейн-Зондербург-Аугустенбурзької. Народилася 1895 року в Мармуровому палаці Потсдаму. В родині отримала прізвисько Сіссі. Освіту здобула під орудою спочатку Анни Топгем, потім Єлизавети фон Залдерн.

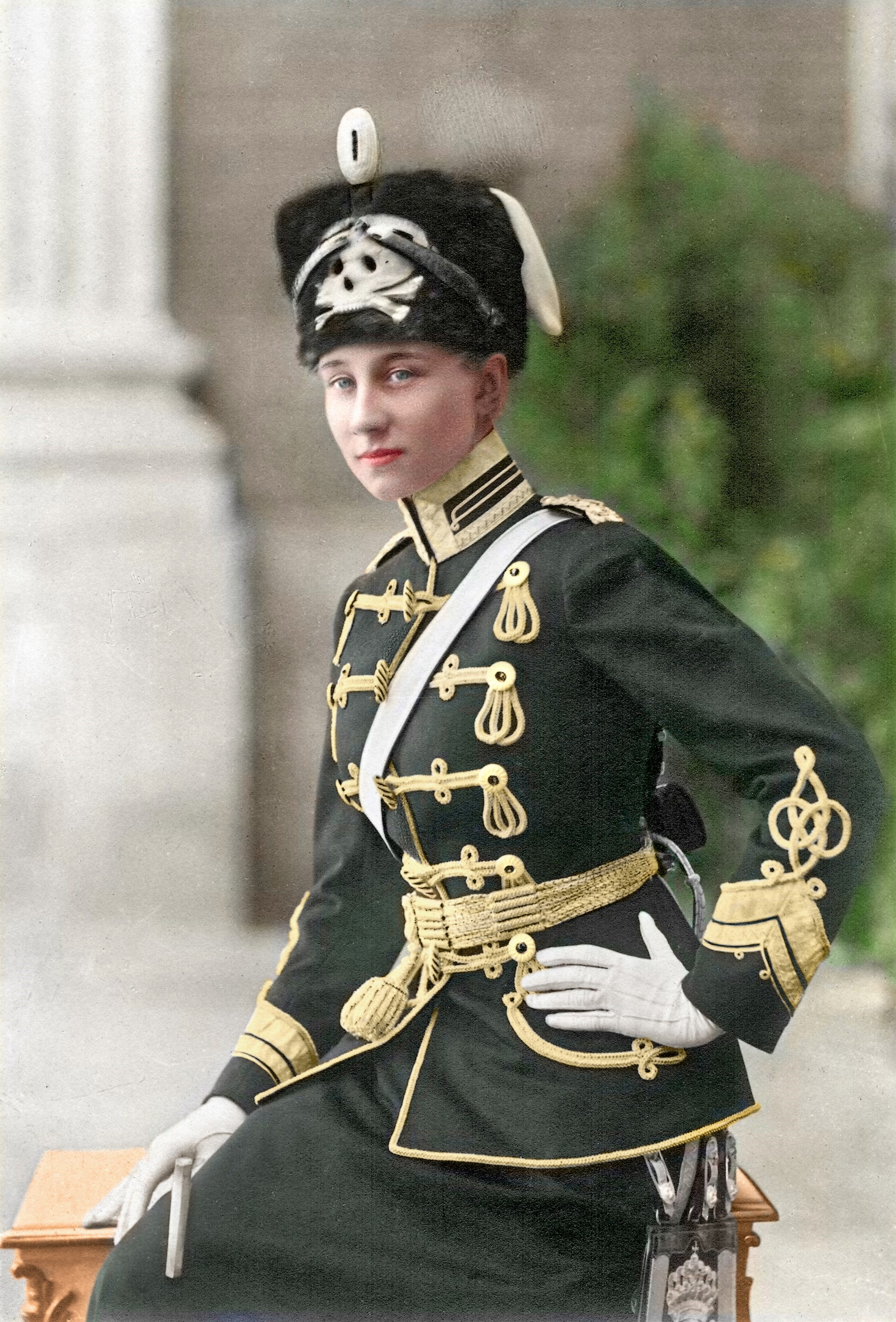
У формі «Гусарів смерті»

У 1905 році принцеса захопилася музикою і стала брати уроки у піаністки Сандри Дроукер. З 1909 року була шефом пруського 2-го лейб-гусарського полку («Чорні» або «Гусари смерті»), що розташовувався в Данцигу. Намагалася якомога ретельніше виконувати свої обов'язки. У травні 1911 року разом з батьками подорожувала до Великої Британії, де вони відвідали свого кузена короля Георга V і відкриття Меморіалу Вікторії перед Букінгемським палацом.
У 1912 році Ернст Август Брауншвейзький прибув з Великої Британії до Німеччини. Перебуваючи в Берліні, Ернст Август зустрів Вікторію Луїзу, обидва закохалися. Дозвіл на шлюб було отримала лише за згоди Ернста Августа відмовитися від прав на королівство Ганновер. Весілля відбулося 1913 року в Берліні за участі 1200 гостей. Молодята отримали титул герцога і герцогині Брауншвейзьких. Весілля стала найбільшою подією, що зібрала правлячих монархів з Німеччини з 1871 року. також були присутні король Великої Британії Георг V і російський імператора Микола II.
Спочатку з чоловіком мешкала у м. Брауншвейг. Під час Першої світової війни брала участь у допомозі фронту, а її чоловік воював на боці Німеччини у діючій армії.
Після повалення монархії в Німеччині 8 листопада 1918 року чоловік Вікторії Луїзи був змушений зректися всіх своїх прав на престол і герцогство Брауншвейг згодом було ліквідовано. У 1919 році, згідно з Актом про позбавлення титулів, він був позбавлений всіх британських титулів за участь у Першій світовій війні на боці Німеччини. Тим же актом був позбавлений права спадкування та титулу принца Великої Британії. В цей час Вікторія Луїза з родиною перебувала у місті Гмунден (Верхня Австрія). Повертається до Німеччини на початку 1920-х років.
Під час Другої світової війни подружжя підтримувало Адольфа Гітлера і НСДАП, хоча не були членами останньої. У 1941 році помер її батько. Разом з родиною до кінця війни мешкала у власному палаці Бланкенбург в м. Бланкенбург (Саксонія-Ангальт). Звідси втекла перед наступом Червоної армії, перебравшись до свого замку Маріенбург в Ганновері.
У 1953 році після смерті чоловіка вступила у конфлікт зі старшим сином Ернстом Августом, який бажав самостійно вирішувати питання Ганноверського дому. 1956 року переїздить до Брауншвейгу. Брала участь у багатьох громадських організаціях та ініціативах. З 1965 до 1974 року займалася виданням своїх книг. 1980 року перебирається до Ганноверу, де померла того ж року.

## Мемуари
Найвідомішими є спогади «Життя доньки імператора», перші 8 частин якої описують період з 1892 до 1918 року. З важливим джерелом з життя Вільгельма II та його родини, дає характеристику кожному з її членів, системі виховання в імператорській родині, дається характеристика російського імператора Миколи II та його дружини, імператора Австро-Угорщини Франца-Йосифа, родичів з великої Британії.
Описуючи період перед Першою світовою війною розповідає про діяльність підшефного гусарського полку. В наступних главах дає позитивну характеристику правлінню свого батька, а також стверджую, що винуватцем війни була не Німеччина. Під час опису війни провину покладає на Велику Британію та Францію, які зробили з Росії ворога Німеччини. Описується умови, внаслідок яких імператор Вільгельм II зрікся трону, дається негативна характеристика соціал-демократів, генералів Пауля фон Гінденбурга і Еріха Людендорфа.
В наступних 8 главах оповідається про життя Гогенцоллернів після втрати влади, прихід до влади нацистів та поразка Німеччини у Другій світовій війні, а також подальша доля представників династії..
Іншими працями є «У блиску корони», «Образи імперської епохи», «100 років тому», «Остання імператриця Німеччини», «У потоці часу», «Кронпринцеса».

## Родина

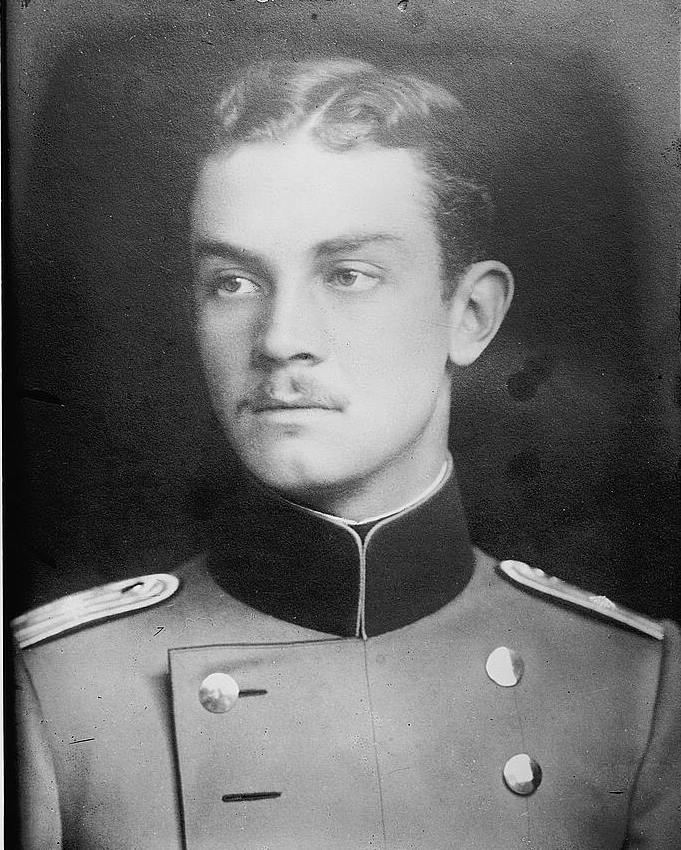
Ернст Август — чоловік Вікторії Луїзи Прусської

Чоловік — Ернст Август Брауншвейзький
Діти:
- Ернст Август (1914—1987), голова Ганноверського королівського дому
- Георг Вільгельм Ернст Август Фрідріх Аксель (1915—2006)
- Фредеріка (1917—1981), дружина Павла I Глюксбурга, короля Греції
- Християн Оскар (1919—1981)
- Вельф Генріх (1923—1997)